# Mickey Madden
Michael "Mickey" Madden (né le 13 mai 1979 à Austin, Texas) est un musicien américain. Il fait partie du groupe de pop rock, Maroon 5 où il officie à la basse.
Madden commence à jouer alors qu'il n'est qu'en école primaire. Puis avec ses amis, Jesse Carmichael et Adam Levine, il investit les garages influencé par la musique de Pearl Jam et Nirvana. En 1994, Ryan Dusick rejoint les trois garçons et ensemble ils forment les Kara's Flowers. 
Ne rencontrant pas le succès avec le groupe, Mickey Madden s'inscrit à l'Université de Californie à Los Angeles. Cependant peu après les quatre retentent l'expérience. James Valentine les rejoint et le groupe forme ensemble Maroon 5.